# Félix Ferreira
Félix Ferreira (Rio de Janeiro, RJ 1841 - idem, 1898) Publicista, jornalista, editor, empresário, escritor e crítico de arte atuante no Rio de Janeiro na segunda metade do século XIX. 

## Obra
Publica em 1876, um estudo sobre o arquiteto Bethencourt da Silva (1831 - 1911), fundador da Sociedade Propagadora das Belas-Artes e do Liceu de Artes e Ofícios do Rio de Janeiro. Mas o livro que o distingue foi o primeiro estudo de maior fôlego sobre a história da arte produzida no Brasil, intitulado Belas Artes, Estudos e Apreciações, publicado em 1884. Belas Artes, Estudos e Apreciações é composto por uma primeira parte que apresenta ao leitor um panorama da arte ocidental. A seguir, Ferreira procura inserir a produção brasileira dentro desta tradição artística, enfatizando a produção dos artistas que foram alunos da Academia Imperial de Belas Artes. Suas análises chegam às obras e exposições de artistas contemporâneos, reunindo textos críticos que o autor havia publicado previamente na imprensa carioca, reunidos sob as seguintes categorias: “Pequenas exposições”, “A Exposição Geral de 1884” e “Perfil artístico de Bethencourt da Silva”. A história da arte enquanto disciplina é compreendida em seu livro de acordo com o pensamento oitocentista, que a observava dentro de uma perspectiva "enciclopédica e supostamente universal".
Um dos grandes campos de interesse de Félix Ferreira foi a implementação de um ensino técnico e público voltado para as camadas populares. Muitos são os textos do autor que chamam a atenção do Estado para a formação de técnicos que pudessem contribuir com a produção industrial, com as artes aplicadas e as belas artes nacionais. Sua preocupação consistia na difusão do saber ilustrado, que necessitava urgentemente, segundo sua visão, do fortalecimento da impressa por meio instalação de oficinas de gravura e tipografia. A gravura assume um papel chave em seu pensamento, já que por meio dela se poderia difundir conhecimentos mais amplamente por meio de ilustrações e reproduções de obras de arte. Seu empenho como publicista esteve focado na educação pública, que se estendia também à instrução das mulheres, compreendidas por Ferreira como pilares fundamentais para a educação das crianças e jovens. Suas proposições para o ensino feminino podem ser observadas na obra O lyceo de Artes e Offícios e as aulas de desenho para o sexo feminino (1871), entre outras publicações.
Ferreira foi também autor de muitas obras poéticas e dramatúrgicas, tais como As Deusas de balão (1867) e A Má Estrela (1879).